# Slowakische Badmintonmeisterschaft 1976
Die Slowakische Badmintonmeisterschaft 1976 war die zehnte offizielle Auflage der Titelkämpfe im Badminton in der Slowakei. Sie fand vom 15. bis zum 16. Mai 1976 in Žilina statt.

## Medaillengewinner
| Disziplin    | Gold                        | Silber                           | Bronze                             |
| ------------ | --------------------------- | -------------------------------- | ---------------------------------- |
| Herreneinzel | Štefan Brza                 | Dušan Mošon                      | Ján Šandorčin                      |
| Herreneinzel | Štefan Brza                 | Dušan Mošon                      | Antonín Krchňák                    |
| Dameneinzel  | Anna Konečná                | Ľuba Procházková                 | Mária Holobradá                    |
| Dameneinzel  | Anna Konečná                | Ľuba Procházková                 | Dagmar Benická                     |
| Herrendoppel | Štefan Brza Vladimír Mazúr  | Ján Šandorčin Jozef Žuffa        | Jaroslav Kozák Dušan Mošon         |
| Herrendoppel | Štefan Brza Vladimír Mazúr  | Ján Šandorčin Jozef Žuffa        | Antonín Krchňák Zdeněk Kocourek    |
| Damendoppel  | Anna Konečná Dagmar Benická | Mária Holobradá Ľuba Procházková | Mária Zamborová Anna Vinclavová    |
| Damendoppel  | Anna Konečná Dagmar Benická | Mária Holobradá Ľuba Procházková | Jana Schrotterová Viera Kováčiková |
| Mixed        | Jozef Žuffa Anna Konečná    | Ján Šandorčin Dagmar Benická     | Dušan Mošon Jana Schrotterová      |
| Mixed        | Jozef Žuffa Anna Konečná    | Ján Šandorčin Dagmar Benická     | Vladimír Mazúr Ľuba Procházková    |